# Virtuality
Virtualityとはかつてヘッドマウントディスプレイを使用する仮想現実システムを開発、販売していたイギリスの企業とその製品のブランド。

## 概要
1990年代前半にアーケードゲーム機のヘッドマウントディスプレイと仮想現実システムを開発、販売していた。
当時は技術水準(特にコンピュータの処理能力、トラッキングセンサーの性能)が現在の視点から見れば仮想現実を実現するためには不十分だったものの、バーチャルボーイのように主にゲーム機をはじめとしてアーケードゲームのVirtuality等、各方面で開発が試みられた時代背景がある。
　
各地のゲームセンターに設置されたものの、高額で維持費がかかり、ゲームの内容も粗雑だったので短期間で撤去され、その後はAtariとJaguar VRを共同開発したものの、発売されず、1997年に破産した。フィリップスから発売されたSCUBAに一部の技術が流用された。